# Jean-Baptiste Phạm Minh Mẫn
Jean-Baptiste Phạm Minh Mẫn (Cà Mau, Vietnam, 5 de marzo de 1934) es un cardenal y arzobispo católico vietnamita. 

## Biografía

### Sacerdocio
Ordenado sacerdote el 25 de mayo de 1965, posteriormente se trasladó a Estados Unidos para estudiar Teología. 

### Episcopado
En cuanto regresó a Vietnam, fue nombrado Obispo por el papa Juan Pablo II el 22 de marzo de 1993, recibiendo la consagración episcopal el 11 de agosto de ese año a manos del arzobispo Emmanuel Le Thuan Phong, como Obispo coadjutor de la Diócesis de My Tho.
Posteriormente, el día 1 de marzo de 1998, fue nombrado como nuevo Arzobispo de la Archidiócesis de Ho Chi Minh, cargo que mantiene actualmente.

#### Cardenal
Durante el consistorio celebrado el día 21 de octubre del año 2003, el papa Juan Pablo II, lo elevó al rango de cardenal, otorgándole el título cardenalicio de San Justino.

### Cónclave
Tras la Renuncia del papa Benedicto XVI, Jean-Baptiste fue uno de los 115 cardenales electores presentes en el Cónclave de 2013, donde se eligió al nuevo sumo pontífice, el Papa Francisco.